# روسلان ساوچنکو
روسلان ساوچنکو (انگلیسی: Ruslan Savchenko؛ زادهٔ ۵ ژوئن ۱۹۷۱) ورزشکار وزنه‌برداری اهل اوکراین است.